# San Isidro, Aquismón
San Isidro är en ort i Mexiko.   Den ligger i kommunen Aquismón och delstaten San Luis Potosí, i den centrala delen av landet, 230 km norr om huvudstaden Mexico City. San Isidro ligger 428 meter över havet och antalet invånare är 545.
Terrängen runt San Isidro är huvudsakligen kuperad, men åt sydost är den bergig. Runt San Isidro är det ganska tätbefolkat, med 160 invånare per kvadratkilometer. Närmaste större samhälle är Villa Terrazas, 19,4 km sydost om San Isidro. Omgivningarna runt San Isidro är en mosaik av jordbruksmark och naturlig växtlighet.